# تاژک‌پری‌ها
تاژَک‌پَری‌ها یا تریکونیمفا (نام علمی: Trichonympha) نام یک سرده از راسته تک‌تارچه‌سانان است.
این تک‌سلولی منحصر به فرد، فلور طبیعی دستگاه گوارش موریانه است. موریانه‌ها به تاژک‌پری‌ها برای هضم سلولز چوبی که جویده‌اند، نیاز دارند و این تک‌سلولی هم برای تأمین ماده غذایی مورد نیازش به موریانه‌ها وابسته است. برای هضم کامل چوب، میکروارگانیسم‌های دیگری هم که ساکن روده موریانه هستند، در این همزیستی شرکت خواهند کرد. تاژک‌پری‌ها تارهایی دارند که از بدن گلابی‌شکل این تک‌سلولی مشتق شده‌اند، این تارها به این میکروارگانیسم برای حرکت درون روده موریانه کمک می‌کنند.